# Central Japan Railway Company
A Central Japan Railway Company Japán középső részén, Chūbu (Nagoya) régióban működő fő vasúttársaság a hét, Japan Railways Group vállalat egyik tagja. A vállalat neve angolul hivatalosan JR Central, japánul JR Tōkai (japánul: JR東海). A Tōkai arra a földrajzi régióra utal, amelyben a vállalat elsősorban működik.
A JR Central operatív központja a Nagoya állomás, a vállalat adminisztratív központja pedig az állomás fölött található JR Central Towers-ben. A JR Central által üzemeltetett legforgalmasabb és leghosszabb vasútvonal a Tōkaidō fővonal Atami és Maibara között. A vállalat üzemelteti a Tókaidó Sinkanszen vonalat is Tokió és Shin-Ōsaka között. Emellett a vállalat felelős a Chūō Shinkansenért - a Tokió és Oszaka közötti mágnesvasút-szolgáltatásért, amely 2027-ben kezdi meg működését Tokió és Nagoja között.
A JR Central Japán legjövedelmezőbb és legnagyobb forgalmú nagysebességű vasúttársasága, amely 2009-ben 138 millió nagysebességű vasúti utast szállított, lényegesen többet, mint a világ legnagyobb légitársasága. 2009-ben Japánban összesen 289 millió nagysebességű vasúti utast regisztráltak.
A JR Central-t a tokiói és a nagojai tőzsdén jegyzik, amerikai letéti jegyeivel tőzsdén kívül az OTCMG Pink-en keresztül kereskednek, a TOPIX Core30 index egyik alkotóeleme, és egyike a Nikkei 225 index három Japan Railways Grouphoz is tartozó alkotóelemének, a többi a JR East és a JR West. A Toyota és a Chubu Electric Power Company mellett Nagoja egyik gosanke vállalata is.